# Calliurichthys
Genre
Calliurichthys est un genre de poissons d'eau de mer de la famille des Callionymidae, aussi appelés  dragonnets.

## Liste des espèces
Selon World Register of Marine Species (9 octobre 2015) :
- Calliurichthys izuensis (Fricke & Zaiser Brownell, 1993)
- Calliurichthys scaber (McCulloch, 1926)

Attention, Selon FishBase (9 octobre 2015) et ITIS (9 octobre 2015) ce genre n'est pas valide et ses espèces sont placées dans le genre Callionymus.